# 48 Persei
Désignations
48 Persei est une étoile Be de la constellation de Persée, approximativement la 500e étoile la plus brillante du ciel par sa magnitude apparente. Elle est « bien connue pour son spectre complexe et ses variations de luminosité et de vitesse ». 48 Persei est la désignation de Flamsteed que lui a donné John Flamsteed dans son catalogue, publié en 1712 ; elle porte également la désignation de Bayer c Persei et la désignation d'étoile variable MX Persei.
En tant qu'étoile Be, elle est bleue et chaude, tournant sur elle-même si rapidement qu'un disque équatorial instable de matière s'est formé autour d'elle. Sa masse a été estimée à sept fois celle du Soleil, et son âge estimé à 40 millions d'années fait qu'elle est beaucoup plus jeune que le Soleil. Dans quelques millions d'années, elle cessera probablement la fusion de l'hydrogène dans son cœur, gonflera, et brillera beaucoup plus en devenant une géante rouge.